# Women in Love…
Women in Love… (с англ. — «Влюблённые Женщины…») — песня Американской хард-рок группы Van Halen, девятый трек с альбома Van Halen II.

## О песне
В песне представлены 3 различных введения, прежде чем начнется вокал Дэвида Ли Рота. Первый из них включает в себя технику искусственных гармоник, которую гитарист Эдди Ван Хален снова использовал в песнях "Girl Gone Bad" с альбома 1984 и "Aftershock" с альбома Balance 1995 года. Песня, в частности гитарное соло, очень проста по стандартам Van Halen, и это может быть отчасти связано с тем фактом, что она была взята из ранней демо-версии Van Halen под названием Woman in Love, наиболее известной тем, что она была на демо-записях Джина Симмонса 1977 года под названием Zero. Многие поклонники группы утверждают, что им нравится эта демо-версия больше, чем песня, которой она стала позже. Лирическая тема Women in Love… — это правдивая история о том, как бывшая девушка Рота бросила его, чтобы вступить в отношения с другой женщиной. Окончание песни звучит так же, как то, что обычно играет Тони Айомми из Black Sabbath.

## Участники записи
- Дэвид Ли Рот — основной вокал
- Эдди Ван Хален — гитара, бэк-вокал
- Майкл Энтони — бас-гитара, бэк-вокал
- Алекс Ван Хален — ударные